# Frontal de Sant Andreu de Sagàs
El Frontal de sant Andreu de Sagàs és una obra del romànic que originalment prové de l'església de sant Andreu de Sagàs, si bé en l'actualitat es conversa al Museu Episcopal de Vic.

## Descripció
Aquest frontal d'altar està fet amb la tècnica de pintura al tremp sobre fusta de cirerer i està organitzat simètricament en dos nivells. Al centre i emmarcat en una màndorla hi ha una maiestas domini beneït amb la mà dreta i amb el llibre de la vida amb el monograma IHS a l'esquerra que, alhora, es troba rodejat pel tetramorf. Envoltant aquesta figura de majors dimensions trobem quatre compartiments en dos nivells amb escenes de la vida de sant Andreu. A la zona superior esquerra veiem el sant que és portat a la presó, el procònsol Egees ordena la crucifixió del sant a la zona superior dreta. A la zona inferior esquerra hi trobem la mort d'Egees i la crucifixió de sant Andreu, i, finalment, a la zona inferior dreta, un grup de dones i dos infants enfilats contemplen la mort del procònsol.

## Procedència
El primer catàleg del Museu Episcopal publicat l'any 1893 menciona l'altar com una peça de procedència incerta al terme de Capolat, al Berguedà. No obstant això, estudis posteriors han demostrat com dues peces conservades al Museu Diocesà i Comarcal de Solsona han estat identificats com els dos laterals d'aquest frontal formant, d'aquesta manera, un conjunt unitari. Aquests laterals si que han estat documentats amb certesa com a procedents de l'església de Sant Andreu de Sagàs.

## Estil
Pel que fa l'estil, el frontal ha estat vinculat a la tradició pictòrica dels frontals Sant Martí de Puigbò i de Sant Llorenç Dosmunts. En destaquem un ús molt marcat de la línia negra per delimitar el contorn de les figures, i també uns trets fisonòmics molt particulars.